# FTW Championship
Le Fuck The World (FTW) Heavyweight Championship (que l'on peut traduire en championnat poids lourd Fuck The World) est un championnat de catch de la fédération Extreme Championship Wrestling (ECW) utilisé par la All Elite Wrestling (AEW) depuis 2020. Il est créé pour être un championnat majeur alternatif au championnat du monde de l'ECW, mais il n'est jamais reconnu officiellement par la fédération avant d'être abandonné en 1999.
En 2020, la AEW décide de réutiliser cette ceinture en la donnant à Brian Cage qui est alors managé par Taz. L'actuel champion est Chris Jericho, après avoir infligé sa deuxième défaite à l'ancien champion et fils du créateur de la ceinture, Hook.

## Histoire

### Extreme Championship Wrestling(1998-1999)
Le 14 mai 1998 au cours de It ain’t Seinfeld, Shane Douglas, qui est alors le champion du monde poids lourd de l'ECW, est blessé et il ne peut pas défendre son titre face à Taz. Taz vient voir le public et parle de sa frustration de ne pas se retrouver face à Douglas et présente au public la ceinture de champion poids lourd Fuck The World. Son premier règne prend fin le 19 décembre après sa défaite face à Sabu. Finalement, Taz unifie le championnat FTW avec le championnat du monde poids lourd de l'ECW en battant Sabu le 21 mars 1999.

### Réutilisation dans d'autres fédérations
Le championnat FTW est réutilisé par Chris Chetti (en), le cousin de Taz, dans diverses fédérations de catch américaine notamment à la Xtreme Pro Wrestling. Il perd ce titre en juillet 2003 après sa défaite face à Danny Doring (en) qui unifie ce titre avec un autre.

### All Elite Wrestling(2020-...)
Le titre FTW fait officiellement son retour lors du show AEW Fyter Fest le 8 Juillet 2020. Tazz, devenu le manager de Brian Cage, annonce que son poulain devient champion FTW. Ce dernier perd la ceinture un an après face à Ricky Starks, un autre poulain de Taz, puis par Hook le fils de Taz lui-même avant que Jack Perry ne le trahisse et mette un terme à sa série d'invincibilité.

## Design de la ceinture
La ceinture de champion du monde Télévision de l'ECW a servi de base pour la création du championnat poids lourd FTW et a le nom de Taz, les lettres FTW gravés sur la plaque centrale et de la peinture orange. Taz est le designer de cette ceinture ce qui permet à la AEW de l'utiliser alors que les droits intellectuels de l'ECW appartiennent à la World Wrestling Entertainment.

## Historique
| #                              | Champion      | Règnes | Date              | Durée     | Évènement                  | Lieu                                                                  | Notes | Réf    |
| ------------------------------ | ------------- | ------ | ----------------- | --------- | -------------------------- | --------------------------------------------------------------------- | --- | ------ |
| Extreme Championship Wrestling |               |        |                   |           |                            |                                                                       | |        |
| 1                              | Taz           | 1      | 14 mai 1998       | 219 jours | Queens, New York           | Il se proclame champion poids lourd FTW                               | . |        |
| 2                              | Sabu          | 1      | 19 décembre 1998  | 92        | Philadelphie, Pennsylvanie |                                                                       | [ 2 ] |        |
| 3                              | Taz           | 2      | 21 mars 1999      | - 1       | Asbury Park, New Jersey    |                                                                       | [ 3 ] |        |
| -                              | Titre retiré  |        | 21 mars 1999      |           | Asbury Park, New Jersey    | Ce titre est unifié avec le championnat du monde poids lourd de l'ECW | . |        |
| All Elite Wrestling            |               |        |                   |           |                            |                                                                       | |        |
| 4                              | Brian Cage    | 1      | 2 juillet 2020    | 377 jours | Fyter Fest                 | Jacksonville (Floride)                                                | Tazz réactive la ceinture et la donne à Brian Cage.                                                                                         | [ 6 ]  |
| 5                              | Ricky Starks  | 1      | 14 juillet 2021   | 378 jours | Fyter Fest                 | Cedar Park (Texas)                                                    | En battant Brian Cage, il remporte le titre pour la première fois de sa carrière.                                                           | [ 7 ]  |
| 6                              | HOOK          | 1      | 27 juillet 2022   | 357 jours | Fight for the Fallen       | Worcester (Massachusetts)                                             | En battant Ricky Starks, il remporte le titre pour la première fois de sa carrière.                                                         | [ 8 ]  |
| 7                              | Jack Perry    | 1      | 19 juillet 2023   | 39 jours  | Dynamite: Blood & Guts     | Boston (Massachusetts)                                                | En battant HOOK, il remporte le titre pour la première fois de sa carrière.                                                                 | [ 9 ]  |
| 8                              | HOOK          | 2      | 27 août 2023      | 238 jours | All In (2023)              | Londres ( Royaume-Uni)                                                | En prenant sa revanche sur Jack Perry, il devient le premier catcheur à gagner deux fois la ceinture.                                       | [ 10 ] |
| 9                              | Chris Jericho | 1      | 21 avril 2024     | 126 jours | Dynasty (2024)             | Saint-Louis (Missouri)                                                | En battant HOOK, il remporte le titre pour la première fois de sa carrière.                                                                 | [ 11 ] |
| 10                             | HOOK          | 3      | 25 août 2024      | 31 jours  | All In (2024)              | Londres ( Royaume-Uni)                                                | En prenant sa revanche sur Chris Jericho, il devient le premier catcheur à gagner trois fois la ceinture et au plus grand nombre de règnes. | [ 12 ] |
| —                              | Désactivé     | —      | 25 septembre 2024 | —         | Dynamite: Grand Slam       | Queens (New York)                                                     | Après avoir conservé son titre contre Roderick Strong, HOOK annonce officiellement la désactivation de la ceinture.                         | [ 13 ] |

## Liens
- Titre ECW FTW (F*CK THE WORLD) sur Online World of Wrestling